# Rainer Weiss
Rainer Weiss (29 de septiembre de 1932) es un físico estadounidense y profesor emérito de física en el MIT, conocido por su participación en el descubrimiento de las ondas gravitacionales, por el que fue galardonado, junto con Kip Thorne y Barry Barish, con el Premio Nobel de Física y con el Premio Princesa de Asturias de Investigación Científica y Técnica en el 2017. Su contribución al descubrimiento fue la invención y desarrollo de la técnica de interferometría láser, que es la operación básica de la colaboración científica LIGO responsable del descubrimiento de las ondas gravitacionales. Fue además presidente del Grupo de Trabajo Científico del satélite COBE.[cita requerida]

## Trayectoria
Rainer Weiss nació el 29 de septiembre de 1932 en Berlín, Alemania. Huyendo del gobierno nazi, su familia se trasladó primero a Praga a finales de 1932, y luego a los Estados Unidos, en 1938; [5] su juventud la pasó en Nueva York, donde asistió a la Escuela de Gramática de Columbia. Estudió en el MIT, donde se doctoró en 1962 con Jerrold Zacharias como director de tesis. Enseñó en la Universidad de Tufts en los años 1960-62 y fue becario postdoctoral en la Universidad de Princeton en los años 1962-64. Posteriormente en 1964 se incorporó como docente en el MIT.

## Logros
Weiss trajo dos campos de la investigación física fundamental desde el nacimiento hasta la madurez: la caracterización de la radiación cósmica de fondo, y la observación de ondas gravitacionales. Realizó medidas pioneras del espectro de la radiación cósmica de microondas, y fue cofundador, además de asesor científico, del satélite COBE. Weiss también inventó el detector de ondas gravitacionales interferométricas, y cofundó el proyecto NSF LIGO. En febrero de 2016 fue uno de los cuatro científicos que presentaron en conferencia de prensa el anuncio de la primera observación directa, en septiembre de 2015, de ondas gravitacionales.

## Premios y honores
Rainer Weiss ha sido premiado por sus contribuciones a la física en diversas ocasiones:
- En el 2006, con John C. Mather, él y el equipo de COBE recibieron el Premio Gruber en Cosmología.
- En el 2007, con Ronald Drever, fue galardonado con el Premio Einstein por este trabajo.

Para el logro de la detección de ondas gravitacionales, en 2016 recibió:
- el Premio Especial de Innovación en Física Fundamental;
- el Premio Gruber de Cosmología;
- el Premio Shaw;
- el Premio Kavli en Astrofísica;
- el Premio Harvey, junto con Kip Thorne y Ronald Drever;
- la revista Smithsonian American Ingenuity Award en la categoría de Ciencias Físicas, con Kip Thorne y Barish Barish;

En el 2017:
- el Premio Willis E. Lamb para Ciencia Láser y Óptica Cuántica, 2017;
- el Premio Princesa de Asturias de Investigación Científica y Técnica, 2017;
- el Premio Nobel de Física, en el 2017.
- Doctor honoris causa» por la Universidad de Almería.[2][3]